# Casa Cernoievici
Casa Cernoievici (în maghiară Csernojevics, în germană Tschernojewitsch) a fost o clădire din Timișoara, situată lângă Biserica Mizericordienilor, la zona intersecției actualelor străzi Coriolan Brediceanu și Sfântul Ioan.

## Istorie
Clădirea a fost construită la începutul secolului al XIX-lea pe un teren unde inițial era prevăzută extinderea Spitalul Mizericordienilor, extindere care nu a mai avut loc din cauza faptului că această construcție, fiind în vecinătatea Bastionului Eugeniu, ar fi putut afecta fortificația Cetății, după cum remarca inginerul provincial Steinlein, la 20 iulie 1768: „Deoarece noua extensie ridică încă probleme în ceea ce privește fortificația, trebuie să se aștepte decizia cu privire la modul în care acesta ar putea fi realizată fără a afecta lucrările (fortificației), de către Prodirectorio”.
Șantierul a fost închis definitiv în 1808, din ordinul Comandamentului General și predat administratorului poștal superior, Stieberth. Acesta a construit aici o casă, care mai târziu a trecut la administratorul poștal Abraham Dusy și, în cele din urmă, în 1826, printr-o licitație publică, la avocatul Michael Georgevits.
Pe 28 martie 1888 este menționat un incendiu care a mistuit palatul baronului Fedor Nikolics, și care, din cauza vântului puternic, s-a extins la mai multe case din împrejurimi, printre care și la Casa Cernoievici, fiind în pericol și spitalul.
Au ars 85 de case si 130 de anexe.
La începutul secolului al XX-lea, în clădire își avea atelierul pictorul József Ferenczy.
În 1908, în monitorul orașului este anunțat ca terenul din spatele Spitalului Militar va fi transferat în proprietatea statului pentru a fi atașat la grădina de odihnă pentru militari, însă drumul aflat între casele Csernojevics și Leyritz, de-a lungul străzii Széchenyi (actuala stradă Coriolan Brediceanu), care era folosit la circulația dinspre Cetate către Mehala (pe atunci Ferencváros), va rămâne deschis pentru public.
În 1912, tot din monitorul Timișoarei, aflăm faptul că primăria orașului a început procedura de expropriere a clădirii, cu scopul de a o dărâma, pentru a prelungi strada Széchenyi. Comisia de expropriere nu a reușit să ajungă la un consens cu proprietarii, pe cale amiabilă, compensația oferită acestora, în valoare de 120000 de coroane, fiind mult mai mică decât cea dorită de proprietari, adică 250000 de coroane. Astfel, comisia a trimis documentele, mai departe, la Curtea Regală din Timișoara, care urma să stabilească compensația conform legii de expropriere printr-o evaluare.
În 1913 este menționat faptul că orașul Timișoara a obținut un împrumut de 500000 de coroane de la Trezoreria Diecezei de Cenad, pentru cumpărarea Palatului Mocioni și exproprierea casei Cernoievici.
Intervenția Primului Război Mondial a împiedicat stabilirea prețului de expropriere, orașul nereușind să ajungă la un acord cu proprietarii, timp de mai mulți ani.
În 1933, György Dauerbach, proprietarul a un sfert din casa Cernoievici, a oferit orașului partea sa în schimbul unui teren de 174 de metri pătrați pe strada Vértes și a trei sute de mii de cărămizi. Consiliul a decis să accepte schimbul, dar fără plata cărămizilor.
În următorii ani se continuă procedurile de expropriere, care sunt îngreunate de faptul că unii dintre proprietari erau rezidenți în străinătate. Este menționată și starea de degradare a clădirii.

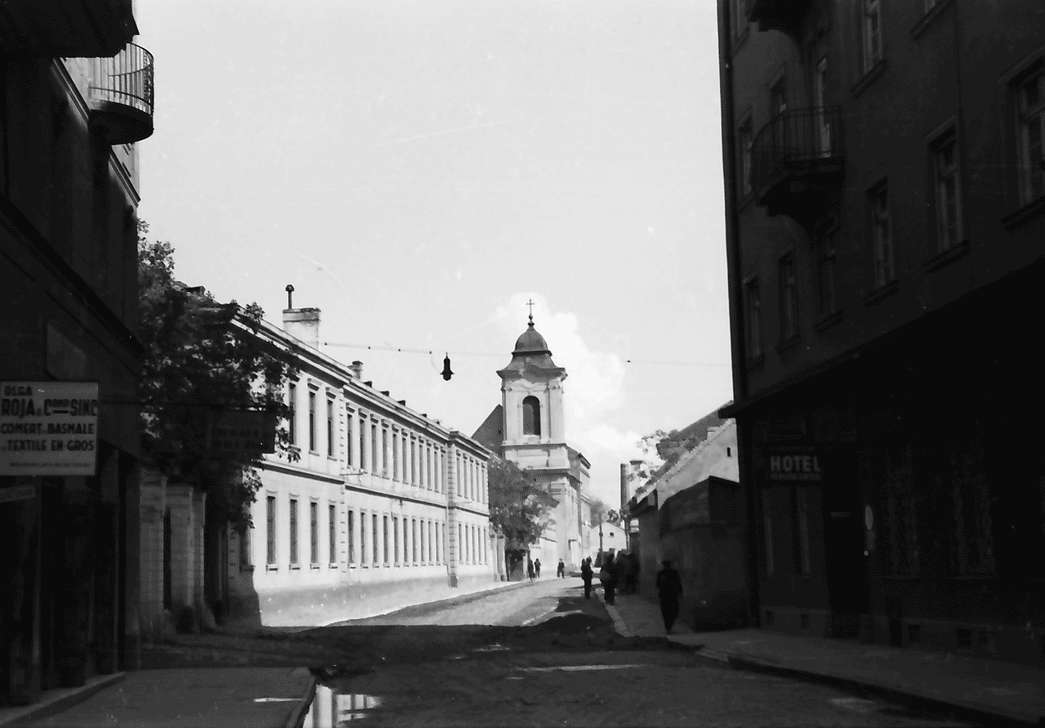
Strada Sfântul Ioan cu Spitalul și Biserica Mizericordienilor și, în departare, Casa Cernoievici, în 17 mai 1944

În 1940 este anunțată sinuciderea Marthei Cernoievici (Tschernojewitsch), fiica lui Milan Cernoievici, care era decedat de aproximativ nouă ani și fusese proprietarul „clădirii cu două etaje de lângă Biserica Mizericordienilor”. Este menționat și faptul că familia era înrudită îndepartat cu familia regală a Serbiei.
În același an, primăria expropriază proprietarii, alocând în bugetul din acel an 1654000 de lei pentru costurile de despăgubire și demolare ale acesteia.

## Demolare

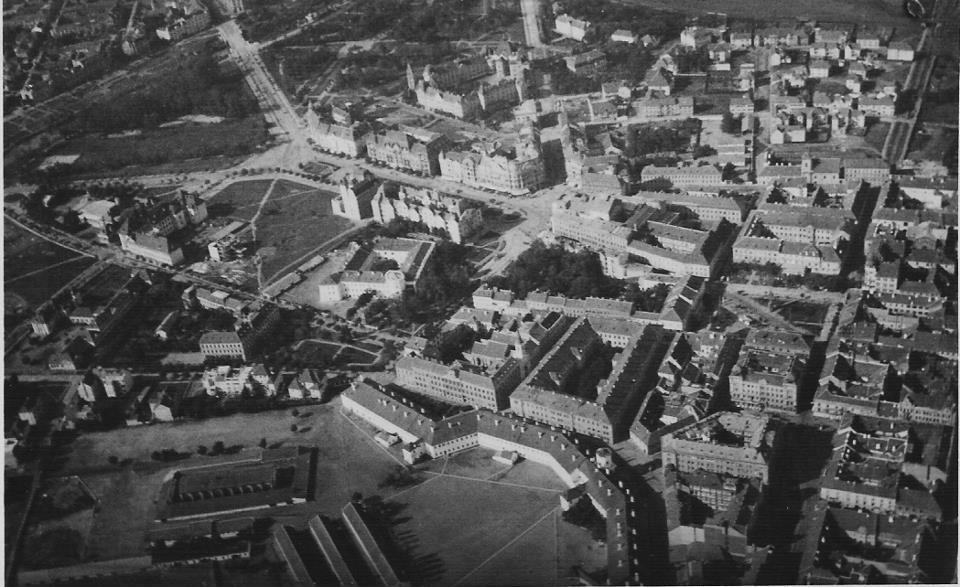
Vedere aeriană a Timișoarei din 1935. În partea din dreapta, sus, se poate observa strada Coriolan Brediceanu obstrucționată de Casa Cernoievici

În iulie-august 1943, încep lucrările pentru demolarea a jumătate din clădire, cealaltă jumătate dorindu-se a fi păstrată și renovată spre a fi dată în folosință Conservatorului comunal.
Totuși, în 1945, se decide demolarea completă a clădirii, cu pastrarea fundației, peste care urma să se construiască noua școala de muzică a orașului, pentru a reduce din costuri.
Clădirea va fi demolată, însă nu va mai fi reconstruită, azi pe locul acesteia aflându-se scuarul Martir Radian Belici, în centrul căruia se află Monumentul Omul Țintă, ridicat în 1995 pentru comemorarea victimelor Revoluției din 1989, precum și strada Coriolan Brediceanu, lărgită pentru traficul auto și al tramvaielor.